# Нефтепровод Баку — Тбилиси — Джейхан
Нефтепрово́д Баку — Тбилиси — Джейхан (сокращённо БТД, азерб. Bakı-Tbilisi-Ceyhan neft kəməri, тур. Bakü-Tiflis-Ceyhan Boru Hattı, груз. ბაქო-თბილისი-ჯეიჰანის ნავთობსადენი) — трубопровод, предназначенный для транспортировки каспийской нефти к турецкому порту Джейхан, расположенному на берегу Средиземного моря. По нефтепроводу прокачивается нефть с блока месторождений «Азери-Чираг-Гюнешли» и конденсат с месторождения «Шах-Дениз». Протяжённость трубопровода составляет 1768 километров, он проходит по территории трёх стран — Азербайджана (443 км), Грузии (249 км) и Турции (1076 км). Пропускная способность составляет 1,2 млн баррелей нефти в сутки.
Официальное торжественное открытие нефтепровода прошло 13 июля 2006 года в Джейхане. 
Носит имя третьго президента Азербайджана Гейдара Алиева.

## Акционеры
Владельцем нефтепровода является международный консорциум BTC Co. Акционеры BTC Co.:
- BP (30,1 %)
- ГНКАР (33,71 %)
- MOL (8.90%)
- TPAO[англ.] (Türkiye Petrolleri Anonim Ortaklığı) (6,53 %),
- Eni (5%),
- Total (5%),
- Itochu (3,4 %)
- INPEX (2.5%)
- ExxonMobil (2,5 %)
- ONGC BTC (2,36 %).

Оператором нефтепровода является компания BP. Оператором турецкой части нефтепровода является BOTAŞ, дочерняя компания TPAO.
22 декабря 2023 года компания Equinor продала свои активы в Азербайджане, в том числе свою долю в проекте в размере 8,71 % ГНКАР.
29 ноября 2024 года ONGC BTC приобрела у Equinor 0,737% доли в нефтепроводе.

## История
Проект строительства трубопровода начал осуществляться после подписания 29 октября 1998 года в Анкаре декларации. Её подписали президент Азербайджана Гейдар Алиев, президент Грузии Эдуард Шеварднадзе, президент Казахстана Нурсултан Назарбаев, президент Турции Сулейман Демирель и президент Узбекистана Ислам Каримов, в присутствии министра энергетики США Билла Ричардсона. В то время было неясно, было ли у Азербайджана достаточное количество нефти для того, чтобы новый крупный трубопровод себя оправдал.
1 августа 2002 года был учреждён консорциум BTC Co. Начало строительства трубопровода было положено 18 сентября 2002 года в Баку. В этот день президенты стран-участниц проекта Гейдар Алиев, Эдуард Шеварднадзе и Ахмет Недждет Сезер заложили первый камень в фундамент трубы. Строительные работы начались в апреле 2003 года.
18 мая 2005 года началось заполнение нефтепровода нефтью. Нефтепровод вступил в строй 25 мая, когда был открыт его азербайджанский участок. 12 октября 2005 состоялось торжественное открытие грузинского участка.
Строительство нефтепровода обошлось в 4 миллиарда долларов. Сумма общего финансового кредита составила 2,6 миллиарда долларов.
4 июня 2006 состоялась первая прокачка нефти; далее нефтепровод вышел на производительность в 1,2 млн баррелей в сутки. 13 июля 2006 года в Турции состоялась официальная церемония открытия нефтепровода, в которой приняли участие президент Турции Ахмет Недждет Сезер, президент Азербайджана Ильхам Алиев, президент Грузии Михаил Саакашвили, генеральный директор компании BP лорд Джон Браун, а также премьер-министры, главы МИД и министры энергетики около 20 стран.

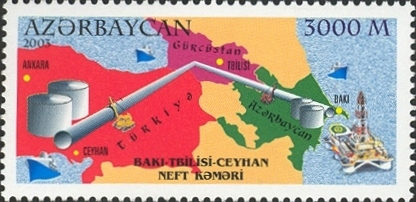
Почтовая марка Азербайджана, 2003

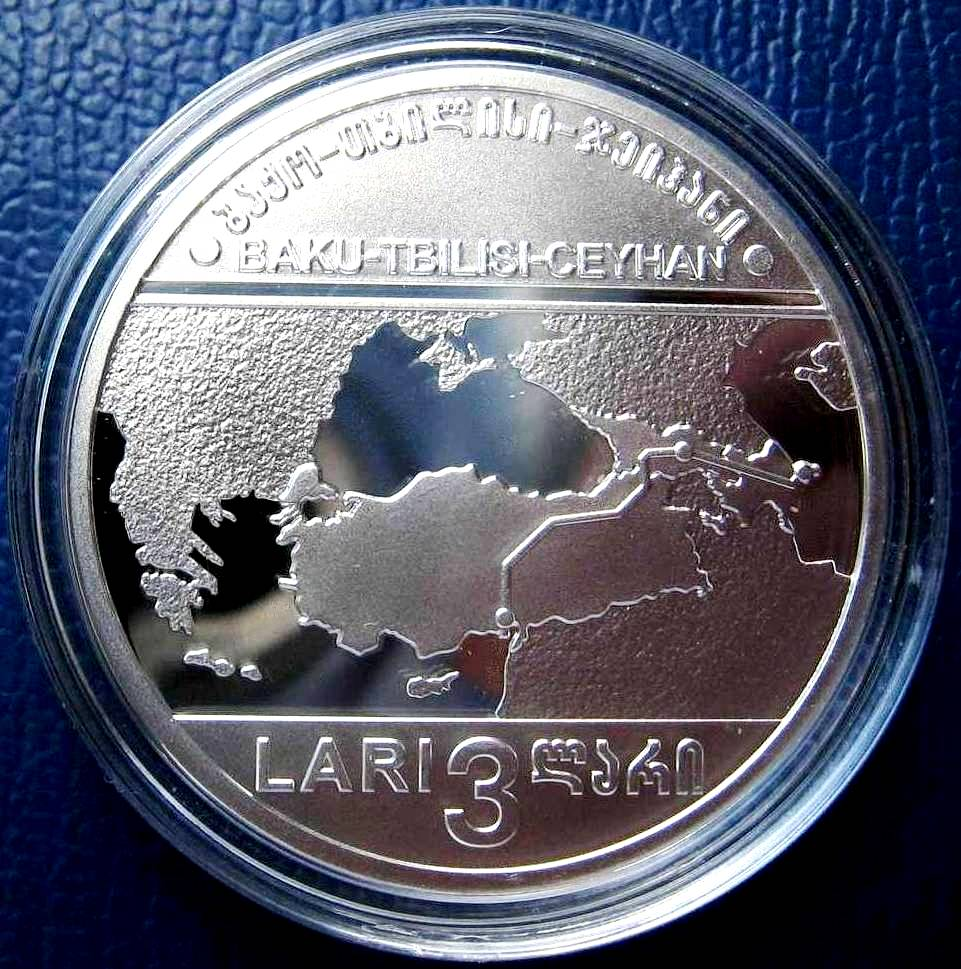
Юбилейная монета Грузии 2006 года, достоинством в 3 лари, посвящённая запуску нефтепровода

5 августа 2008 года из-за взрыва трубопровода и последующего крупного пожара в районе насосной станции в посёлке Рэфахйя провинции Эрзинджан подача нефти была прекращена и возобновлена 25 августа.
3 ноября 2008 года по нефтепроводу началась транспортировка казахстанской нефти. С июня 2010 года по нефтепроводу осуществляется прокачка туркменской нефти.
В  1990-х предполагалось продление в дальнейшем нефтепровода до восточного побережья Каспийского моря, и перекачка по нему нефти из Казахстана (проект Транскаспийского международного транспортного маршрута, ТМТМ); переговоры велись в начале 2010-х.

## Значение
Ввод в эксплуатацию нефтепровода дал возможность более активно осваивать ресурсы каспийского бассейна. В Азербайджане это в первую очередь освоение блока месторождений Азери — Гюнешли, в Казахстане — Кашаган.
До ввода нефтепровода Баку — Тбилиси — Джейхан транспортировка нефти из каспийского региона производилась по трубопроводным системам проходящим через территорию России. Основной целью строительства нового нефтепровода стало создание альтернативного маршрута поставки нефти на мировые рынки, что позволило снизить потенциальные геополитические риски в регионе. США и Великобритания, лоббировавшие и финансировавшие проект, в качестве его обоснования выдвигали идею о необходимости диверсификации маршрутов экспорта энергоносителей для стабилизации мирового энергетического рынка-.
С началом работы нефтепровода Баку — Тбилиси — Джейхан в очередной раз существенно изменилась геополитическая расстановка сил в обширном регионе, охватывающем Центральную Азию, Кавказ и акваторию Каспийского моря. Транспортировка значительных объёмов нефти, которые иначе пришлось бы транспортировать через территорию России по нефтепроводу Баку — Новороссийск, теперь стало возможным транспортировать по новому маршруту.

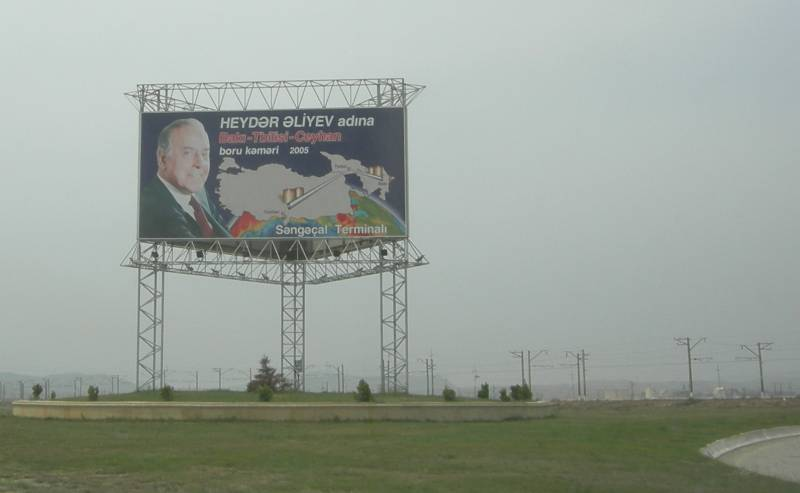
Рекламный щит с изображением нефтепровода и Гейдара Алиева близ терминала Сангачал (виден вдали)

В самом начале проект БТД был задуман как прямой трубопровод из Баку в Джейхан, который в силу своего географического положения должен был проходить через Армению. Гейдар Алиев надеялся использовать перспективу перехода трубопровода через Армению в качестве стимула для возвращения Нагорного Карабаха. Когда Ереван отказался, Азербайджан (при поддержке Турции) решил отказать Армении участвовать в региональных проектах и лишить его доступа на западные рынки через Турцию. Армения потерпела значительные потери в связи с тем, что трубопровод Баку — Джейхан обходит страну по грузинскому маршруту. Армения также была исключена из других региональных проектов, что делало её более зависимой от поддержки России и Ирана.
В сентябре 2014 года в учебном центре Крцаниси близ Тбилиси проходили компьютерные командно-штабные учения с участием военных Турции, Грузии и Азербайджана, цель которых — формирование штаба многонациональной бригады для стратегического взаимодействия по охране трубопроводов, и, в первую очередь, охрана трубопровода Баку—Тбилиси—Джейхан. Цель бригады заключается в охране трубопровода непосредственно на грузинской территории. По мнению представителей Министерства обороны Грузии формирование такой бригады вполне логично, поскольку в ходе войны в Грузии 2008 года трубопровод несколько раз подвергался атаке со стороны осетино-российских войск.

## Нефтепровод в системе энергетических и транспортных коридоров Восток — Запад

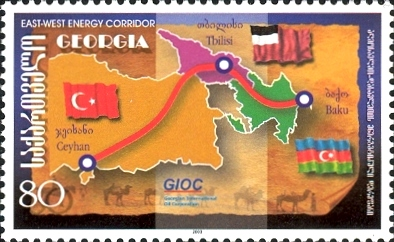
Почтовая марка Грузии, 2003

Накануне церемонии подписания президенты Азербайджана, Грузии и Турции Ильхам Алиев, Михаил Саакашвили и Ахмет Недждет Сезер подписали декларацию об открытии международного транспортного коридора Карс — Ахалкалаки — Тбилиси — Баку. Соглашение предусматривало строительство между турецким городом Карс и грузинским Ахалкалаки железнодорожной магистрали протяжённостью 98 км (68 км из них по территории Турции, 30 км — по территории Грузии). Предварительная стоимость проекта — 400–450 млн долл. Его реализация позволит ежегодно транспортировать по новому коридору до 3 млн тонн грузов, которые следуют транзитом через Азербайджан из Казахстана и Туркменистана до черноморских портов Грузии.
В ходе церемонии главы МИД Азербайджана, Грузии и Казахстана, министры энергетики Турции и США подписали декларацию о международном транспортном коридоре. По сути дела, это явилось соглашением о присоединении Казахстана к проекту Баку-Тбилиси-Джейхан. Президенты Грузии, Азербайджана, Турции и Казахстана подписали совместную политическую декларацию о развитии энергетического коридора Восток — Запад (Транскаспийский газопровод).

## Транзит в Юго-Восточную Азию

Трансизраильский нефтепровод Ашкелон — Эйлат

Предлагалась транспортировка нефти в Юго-Восточную Азию через израильские терминалы в Ашкелоне и Эйлате, соединенные Трансизраильским нефтепроводом (на илл.).

## Участие Казахстана
Нефти, добываемой на азербайджанских месторождениях, недостаточно для обеспечения рентабельности нефтепровода. Поэтому для инвесторов крайне важно было обеспечить участие в его работе Казахстана, который экспортирует свою нефть на Запад через трубопровод КТК (Каспийский трубопроводный консорциум) и российский порт Новороссийск, а также по системе «Транснефти». В то время президент Казахстана Нурсултана Назарбаева заявлял, что «Баку — Тбилиси — Джейхан» явится одним из важных путей транспортировки казахстанской нефти на мировые рынки. В 2004 году Казахстан добыл 60 млн тонн нефти, в 2010 — уже 100 млн, что заставляло Казахстан налаживать транспортные энергетические коридоры с сопредельными странами (этим маршрутом транспортировки с 2010 года пользуется также и Туркменистан).
Переговоры между государственной нефтяной компанией Азербайджана ГНКАР и казахстанской компанией «Казмунайгаз» о подключении Казахстана к проекту БТД начались в ноябре 2002 года.
16 июня 2006 Нурсултан Назарбаев подписал договор о присоединении Казахстана к проекту нефтепровода. Договор предусматривал организацию танкерной перевозки казахстанской нефти из Актау в Баку через Каспий и её дальнейшую транспортировку по нефтепроводу БТД. На первом этапе Казахстан планировал отгружать по БТД до 7,5—10 млн тонн нефти в год.
24 января 2007 казахская национальная компания «КазМунайГаз» подписала меморандум о взаимопонимании по проекту создания казахской каспийской системы транспортировки нефти, которая позволит экспортировать нефть с месторождений Кашаган и Тенгиз через Каспийское море в Европу по маршруту Ескене—Курык—Баку—Тбилиси—Джейхан. На начальном этапе планы включали ежегодную транспортировку 25 млн т. нефти, впоследствии — её увеличение до 38 млн т. Проектирование, строительство и ввод проекта в эксплуатацию должны были быть приурочены к началу добычи на месторождении Кашаган в 2010—2011 годах. Казахстан встретился с трудностями в разработке месторождения, что задержало получение первой нефти с месторождения.
3 ноября 2008 года по нефтепроводу началась транспортировка казахской нефти.
2012 год стал годом активных переговоров о судьбе транскаспийского участка нефтепровода. В условиях неурегулированности правового положения Каспийского моря и отсутствия консенсуса между странами-участниками проекта относительно деталей финансирования проекта, вопрос остался на повестке дня. Однако в 2018 году прикаспийские страны в итоге приняли конвенцию о правовом статусе Каспийского моря.
На январь 2022 года по БТД из Казахстана отправлялось около 100 тыс. тонн нефти в год.
С 2022 года казахстанская «Казмунайгаз» вела переговоры с азербайджанской SOCAR по поводу поставок нефти по маршруту БДТ, тем самым довести до 8 % (около 1,5 млн т в год) казахстанской нефти через этот нефтепровод. Для реализации этих планов требовалось построить два морских терминала на Каспии, закупить танкерный флот, провести дноуглубительные работы в мелководной части Каспийского моря, а также согласовать тарифы по транспортировке нефти. 
В 2023 году казахстанская нефть начала поставляться по маршруту БДТ в основном из активов «Тенгизшевройл». 15 января 2025 года между дочерними компаниями SOCAR и «Казмунайгаз» было заключено соглашение на транзит 240 тыс. тонн нефти в год из крупнейшего казахстанского месторождения Кашаган. 30 января 2025 года через нефтепровод Баку—Тбилиси—Джейхан началась поставка этой нефти. Предварительно нефть доставили в Азербайджан на танкере из казахстанского порта Актау.

## Показатели
В течение 2011 года по трубопроводу экспортировано 32 224 млн тонн нефти, из которых 2,6 млн тонн поступили из Туркменистана в связи с трудностями, встреченными Азербайджаном в добыче нефти на блоке Азери—Чираг—Гюнешли. В 2012 году этот показатель упал до 29 671 млн. тонн (в том числе 3,07 млн. тонн нефти из Туркменистана).
В первом полугодии 2013 года по трубопроводу было прокачано 17 млн тонн нефти, а с терминала Джейхан отправлено 169 танкеров. С момента ввода в эксплуатацию 4 июня 2006 года и по состоянию на конец июня 2013 года в порту Джейхан было загружено 2 227 танкеров, соответственно по БТД на мировые рынки доставлено 229 млн. тонн нефти.
В январе-июле 2019 года по нефтепроводу Баку—Тбилиси—Джейхан было транспортировано 18 млн 814,1 тыс. тонн нефти, что составляет 81% транспортировки нефти в Азербайджане за данный период.
На 12 декабря 2021 года по нефтепроводу прокачано 500 млн тонн нефти.
31 марта 2022 года с терминала в Джейхане отправился 5000-й танкер с нефтью из данного трубопровода.
Всего с июня 2006 года по 31 марта 2022 года танкерами из порта Джейхан потребителям доставлено 3 млрд 813 млн баррелей нефти.
На 13 июля 2022 с момента ввода трубопровода в эксплуатацию транспортировано 518 млн тонн нефти (3,8 млрд баррелей), из них 463 млн тонн нефти Азербайджана (ежедневная транспортировка составляет 660 000 баррелей, в том числе 440 000 с месторождения Азери — Чираг — Гюнешли, 100 000  — конденсат с месторождения Шах-Дениз, 120 000 баррелей — нефть иных, кроме Азербайджана, стран; подаются обращения для увеличения транзита нефти иными странами). 
На 1 января 2023 года транспортировано более 4 млрд баррелей. На конец 2023 года транспортировано 4,3 миллиарда баррелей нефти (не только азербайджанской, но и из Казахстана и Туркменистана).
К концу сентября 2024 года объём транспортировки достиг 583 млн тонн нефти (около 4,4 млрд баррелей). Для её транспортировки в порту Джейхан использовано 5 786 танкеров.

## Отражение в культуре
- В фильме «И целого мира мало» (1999) бондианы нефтепровод Баку — Тбилиси — Джейхан послужил прототипом строящегося большого нефтепровода, прокладываемого для доставки каспийской нефти на Запад — через Азербайджан, Грузию и Турцию в обход Ирана и России[33].